# Junior Stanislas
Felix Junior Stanislas (Kidbrooke, 26 novembre 1989) è un ex calciatore inglese, centrocampista.

## Carriera

### Club
Stanislas è entrato a far parte del West Ham United a soli dieci anni. Ha giocato regolarmente nella squadra giovanile e in quella delle riserve, finché non è stato prestato per sei settimane al Southend United, in Football League One.
Ha debuttato per il Southend United nel secondo turno della FA Cup 2008-2009, disputato il 29 novembre: ha segnato infatti due reti nella vittoria per tre a uno sul Luton Town, di cui uno su un calcio di punizione battuto al limite dell'area di rigore. È tornato al West Ham il 19 gennaio 2009, dopo aver disputato nove gare per il Southend, con tre reti all'attivo, in tutte le competizioni. Ha debuttato in Premier League e nel West Ham il 16 marzo, sostituendo Savio Nsereko nella seconda metà del match contro il West Bromwich Albion. Stanislas ha poi segnato la prima rete nel primo incontro disputato da titolare: ha infatti realizzato un gol nella vittoria casalinga per due a zero del West Ham sul Sunderland, il 4 aprile 2009.
Cinque giorni dopo la prima rete, ha firmato un contratto con gli Hammers con scadenza fissata al 30 giugno 2013. Il 31 agosto 2011, è passato al Burnley a titolo definitivo.

### Nazionale
Stanislas ha giocato una partita per l'Inghilterra under 17, nel 2007. Ha poi debuttato per l'Inghilterra under 20 nel corso del 2009, in una sfida contro l'Italia under 20.

## Statistiche

### Presenze e reti nei club
Statistiche aggiornate al 9 luglio 2019.
| Stagione               | Squadra                | Campionato             | Campionato | Campionato | Coppe nazionali | Coppe nazionali | Coppe nazionali | Coppe continentali | Coppe continentali | Coppe continentali | Altre coppe | Altre coppe | Altre coppe | Totale | Totale |
| Stagione               | Squadra                | Comp                   | Pres       | Reti       | Comp            | Pres            | Reti            | Comp               | Pres               | Reti               | Comp        | Pres        | Reti        | Pres   | Reti   |
| ---------------------- | ---------------------- | ---------------------- | ---------- | ---------- | --------------- | --------------- | --------------- | ------------------ | ------------------ | ------------------ | ----------- | ----------- | ----------- | ------ | ------ |
| 2008-2009              | West Ham               | PL                     | 9          | 2          | FACup+CdL       | 0               | 0               | -                  | -                  | -                  | -           | -           | -           | 9      | 2      |
| dic. 2008-gen. 2009    | Southend United        | FL1                    | 6          | 1          | FACup+CdL       | 3+0             | 2               | -                  | -                  | -                  | FLT         | -           | -           | 9      | 3      |
| 2009-2010              | West Ham               | PL                     | 26         | 2          | FACup+CdL       | 1+1             | 0+2             | -                  | -                  | -                  | -           | -           | -           | 28     | 4      |
| 2010-2011              | West Ham               | PL                     | 6          | 1          | FACup+CdL       | 0+2             | 0               | -                  | -                  | -                  | -           | -           | -           | 8      | 1      |
| ago. 2011              | West Ham               | FLC                    | 1          | 0          | FACup+CdL       | 0+1             | 1               | -                  | -                  | -                  | -           | -           | -           | 2      | 1      |
| Totale West Ham United | Totale West Ham United | Totale West Ham United | 42         | 5          |                 | 5               | 3               |                    | -                  | -                  |             | -           | -           | 47     | 8      |
| 2011-2012              | Burnley                | FLC                    | 31         | 0          | FACup+CdL       | 1+0             | 0               | -                  | -                  | -                  | -           | -           | -           | 32     | 0      |
| 2012-2013              | Burnley                | FLC                    | 35         | 5          | FACup+CdL       | 0+2             | 0               | -                  | -                  | -                  | -           | -           | -           | 37     | 5      |
| 2013-2014              | Burnley                | FLC                    | 27         | 2          | FACup+CdL       | 1+4             | 0+1             | -                  | -                  | -                  | -           | -           | -           | 32     | 3      |
| Totale Burnley         | Totale Burnley         | Totale Burnley         | 93         | 7          |                 | 8               | 1               |                    | -                  | -                  |             | -           | -           | 101    | 8      |
| 2014-2015              | Bournemouth            | FLC                    | 13         | 1          | FACup+CdL       | 2+5             | 1+0             | -                  | -                  | -                  | -           | -           | -           | 20     | 2      |
| 2015-2016              | Bournemouth            | PL                     | 21         | 3          | FACup+CdL       | 1+3             | 0+2             | -                  | -                  | -                  | -           | -           | -           | 25     | 5      |
| 2016-2017              | Bournemouth            | PL                     | 21         | 7          | FACup+CdL       | 0+1             | 0               | -                  | -                  | -                  | -           | -           | -           | 22     | 7      |
| 2017-2018              | Bournemouth            | PL                     | 19         | 5          | FACup+CdL       | 0               | 0               | -                  | -                  | -                  | -           | -           | -           | 19     | 5      |
| 2018-2019              | Bournemouth            | PL                     | 23         | 2          | FACup+CdL       | 1+3             | 0+2             | -                  | -                  | -                  | -           | -           | -           | 27     | 3      |
| Totale Bournemouth     | Totale Bournemouth     | Totale Bournemouth     | 97         | 18         |                 | 16              | 5               |                    | -                  | -                  |             | -           | -           | 113    | 23     |
| Totale carriera        | Totale carriera        | Totale carriera        | 238        | 31         |                 | 32              | 11              |                    | -                  | -                  |             | -           | -           | 270    | 42     |

## Palmarès

### Club

#### Competizioni nazionali
- Football League Championship: 1

Bournemouth: 2014-2015